# Fritz-Behrens-Stiftung

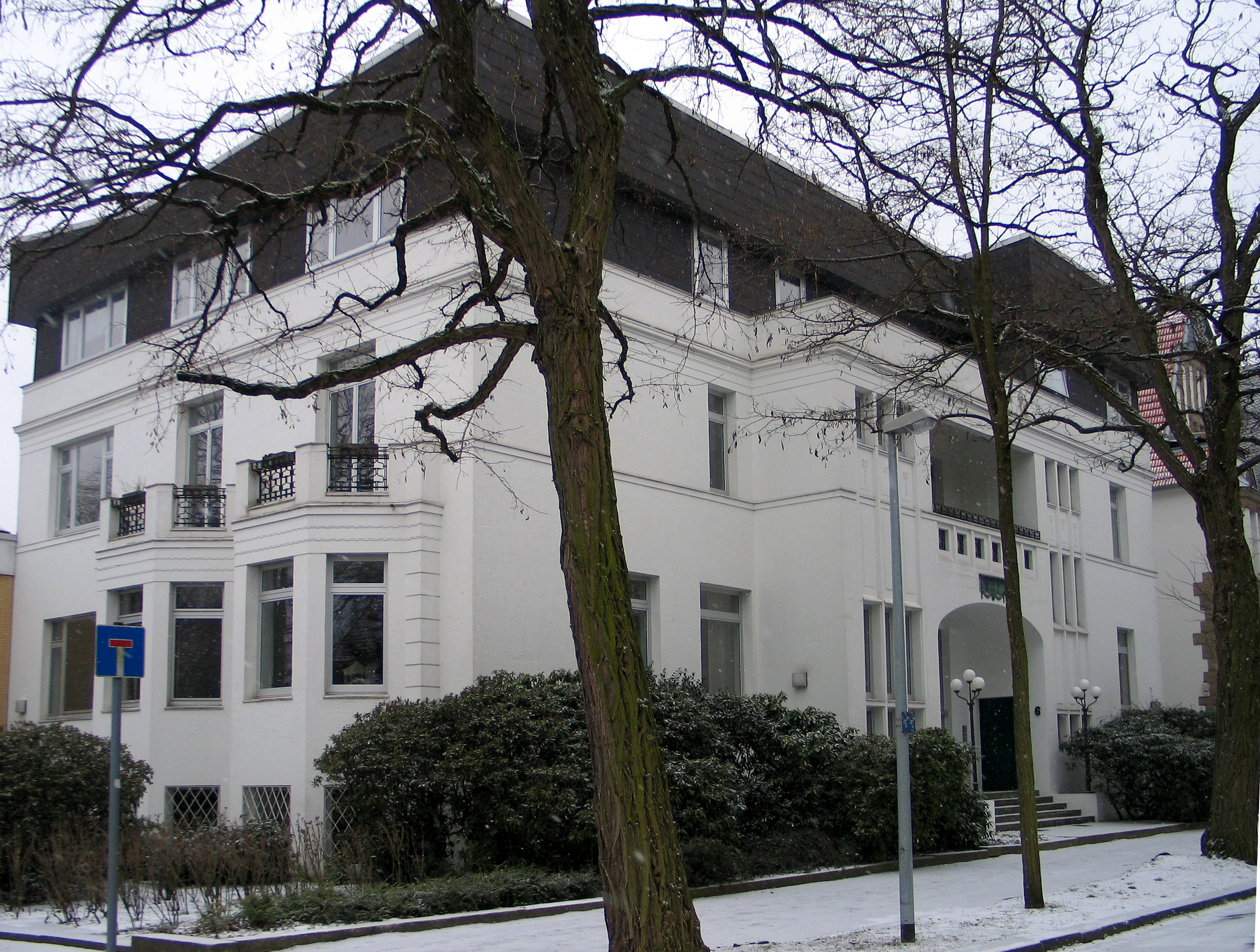
Hindenburgvilla, Bristoler Straße 6, Sitz der Stiftung

Die Fritz-Behrens-Stiftung ist eine deutsche gemeinnützige Stiftung zur Förderung von Kunst, Denkmalschutz, Wissenschaft und Wohltätigkeit. Sie wurde nach dem Tod des Braunkohlenindustriellen Friedrich Eduard Behrens (1836–1920) mit Mitteln aus seinem Nachlass errichtet mit Sitz Hannover.

## Geschichte
Die Stiftung hat vor allem größere Projekte finanziert. Seit den 1920er und 1930er Jahren wurden beispielsweise mehr als ein Dutzend Skulpturen in Hannover als Kunst im öffentlichen Raum aufgestellt, etwa am Maschsee, in der Eilenriede, im Stadtpark oder im Tiergarten. Andere angekaufte Kunstwerke wurden als Dauerleihgaben an verschiedene Museen insbesondere in Hannover ausgeliehen.
Nach dem Zweiten Weltkrieg, als die Fritz-Behrens-Stiftung ihren Sitz in der Gneisenaustraße 45 in Hannover hatte, wuchs das Stiftungskapital durch Zustiftungen, Spenden von Privatpersonen und testamentarisch verfügte Zuwendungen. Langjähriger Kurator der Stiftung war der hannoversche Oberbürgermeister Arthur Menge († 1965).

## Bisher geförderte Projekte
(Beispiele)

### Großprojekte
- Seenotrettungsboot Fritz Behrens (1977) und Seenotrettungskreuzer Fritz Behrens (1981)

(Spenden an die Deutsche Gesellschaft zur Rettung Schiffbrüchiger)
- Teilfinanzierung der Internationalen Musikakademie für Solisten,[5] deren neuntägigen Meisterkurse nach der Gründung 1978 erst in der Herzog August Bibliothek in Wolfenbüttel stattfanden, seit dem Jahr 1988 im Schloss Bückeburg.[8]
- Namhafte finanzielle Unterstützung beim Ankauf des Evangeliars Heinrichs des Löwen[5]
- Finanzielle Unterstützung der Renovierung der Casa di Goethe in Rom[5]
- Kauf einer im Jahr 1745 von Guadagnini gebauten, wertvollen Geige, „die als Preis hochtalentierten Violinisten jeweils auf Zeit zur Verfügung gestellt wird“.[5]
- Beteiligung an der Umbau-Finanzierung des ehemaligen Goseriedebades für die Kestnergesellschaft[5]
- finanzielle Förderung
  - des Kinderschutzbundes[5]
  - des Literarischen Salons[5]
  - des Hannoverschen Künstlervereins[5]
  - des Neuen Theaters[5]

### Kunst im öffentlichen Raum
Am Maschsee:
- Menschenpaar von Georg Kolbe[5]

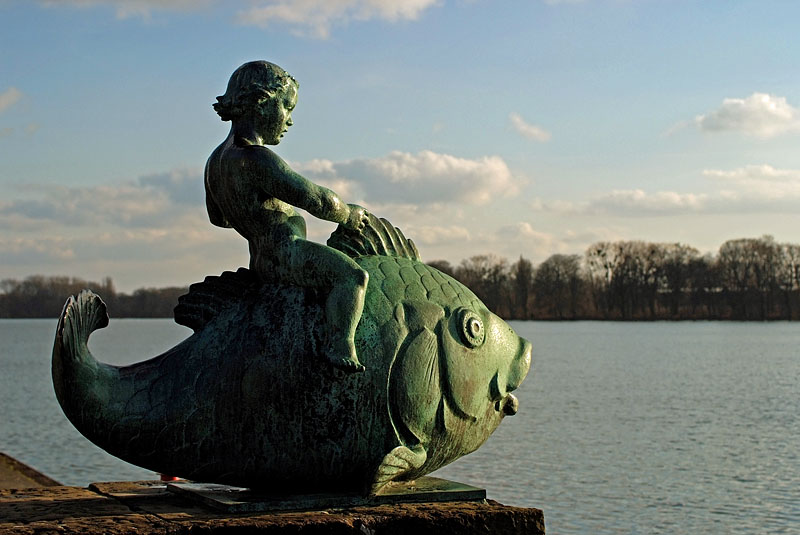
Putto auf dem Fisch am Maschsee

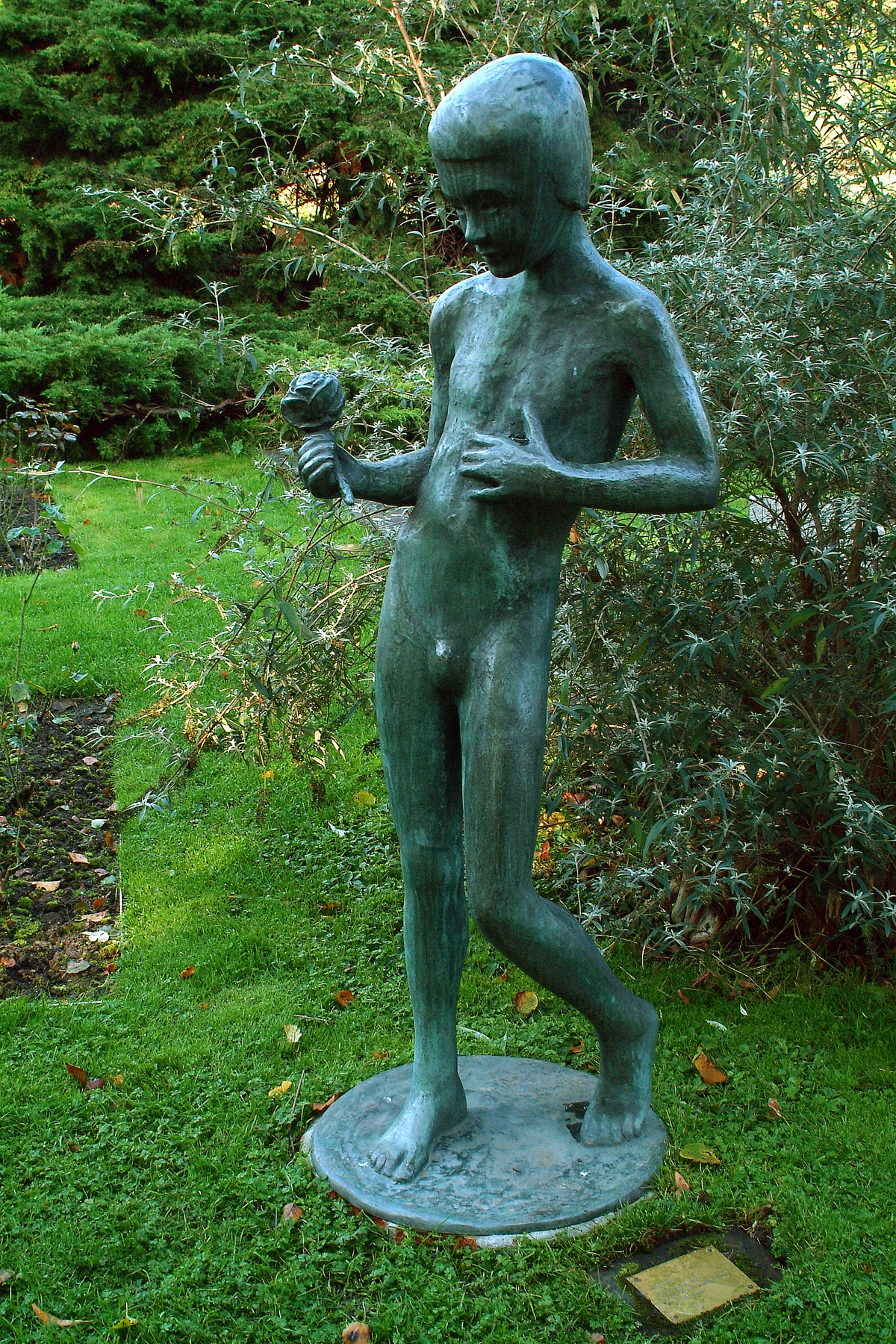
Der Rosenjunge im Stadtpark

- Der auf einem Fisch reitende Knabe[5] (auch: Fisch mit Putte) von Hermann Scheuernstuhl[9]
- Löwenpaar von Arno Breker, aufgestellt auf der Löwenbastion gegenüber dem Stadtfriedhof Engesohde[10]

Im Stadtpark Hannover:
- Rosenjunge von Ludwig Vierthaler[5]
- Golfspielerin von Constantin Starck[11]

An oder in der Eilenriede:
- Die von Karl Constantin Starck geschaffene Figur Tennisspielerin wurde als Schenkung der Fritz-Behrens-Stiftung schon 1935 auf dem Gelände des „Deutschen Tennisvereins“ auf dessen Gelände am (heutigen) Theodor-Heuss-Platz aufgestellt.[12]
- Am 27. Juni 1961 wurde der von Vierthaler geschaffene Pelikan-Brunnen am Ende der Fritz-Beindorff-Allee der Stadt Hannover geschenkt.[13]
- 1964 schuf Ludwig Vierthaler im Auftrag der Stiftung den Arthur-Menge-Brunnen am Vierthalerweg zwischen der Eilenriede und dem Maschsee,[7] auf der Bastion am Döhrener Turm.[13]

Im Straßenbild Hannovers:
- Die Bogenspannerin des Berliner Bildhauers Bernhard Lepke wurde in der Prinzenstraße aufgestellt,[13] wo sie heute nicht mehr zu finden ist.[14]
- Das Leibniz-Denkmal am hannoverschen Operndreieck (Stefan Schwerdtfeger, 2008, Bronze auf Granitsockel). Maßgebliche Beteiligung.

### Dauerleihgaben an Museen
In verschiedenen hannoverschen Museen finden sich als Dauerleihgabe der Stiftung unter anderem Werke von Bernardo Bellotto, Francesco Guardi, Emil Nolde oder Max Ernst.
Im Kestner-Museum:
- Darstellung des „ägyptischen Sonnenkönigs Amun“[5]

In der ständigen Ausstellung der Leibniz Universität Hannover
- die im Jahr 2014 nach Gottfried Wilhelm Leibniz’ Plänen erstmals gebaute Chiffrier-/Dechiffriermaschine (Machina deciphratoria)

### Förderung des Internationalen Joseph Joachim Violinwettbewerbs
Junge, besonders talentierte Teilnehmer am Internationalen Joseph Joachim Violinwettbewerb der Hochschule für Musik, Theater und Medien Hannover erhalten als Leihgabe eine „Geige, die ca. 1765 in Parma von Giovanni Battista Guadagnini gebaut wurde“.

## Wissenschaftspreis
Zur Förderung der Wissenschaft vergibt die Stiftung seit 2010 an Einzelpersonen den mit 30.000 Euro dotierten Wissenschaftspreis der Fritz-Behrens-Stiftung. In Kooperation mit der VolkswagenStiftung soll für die zentralen Zukunftsthemen Bildung, Wissenschaft und Forschung der „Fokus gezielt auf den Wissenschaftsstandort Hannover“ gelenkt und alle 2 Jahre vergeben werden.

### Preisträger
- 2010
  - Angelika Neuwirth, Koranforscherin, die sich an der Freien Universität Berlin als „Künstlerin der Vernetzung [...] für eine an den historischen Quellen orientierte Übersetzung des Korans einsetzt,“ das Werk so für eine breitere Leserschaft verständlich machen und so zum Dialog der Kulturen beitragen will;[2]
  - Kurosch Rezwan, Materialwissenschaftler an der Universität Bremen, beschäftigt sich mit neuartigen Materialien aus Biokeramik;[2]
- 2012
  - Naika Foroutan, Sozialwissenschaftlerin, die sich mit dem Forschungsprojekt „Hybride europäisch-muslimische Identitätsmodelle“ (Heymat) beschäftigt.[16]
  - Stefan Hell, Physiker, Direktor und Leiter der Abteilung NanoBiophotonik am Göttinger Max-Planck-Institut für biophysikalische Chemie, für seine bahnbrechenden Entwicklungen in der Lichtmikroskopie[17]
- 2014
  - Axel Haverich, Mediziner an der MH Hannover, arbeitet an Organen aus dem 3D-Drucker
  - Nivedita Mani, Psychologin an der Universität Göttingen, forscht zum Spracherwerb bei Kleinkindern[18]
- 2016[19]
  - Karsten Danzmann, Physiker, Hannover, arbeitet an Detektoren für Gravitationswellen
  - Kai Sina, Literaturwissenschaftler, Göttingen
- 2023 Laura Hinze, Hannover, Krebsforscherin[20]
- 2025 Thomas F. Schulz, Hannover, Virologe[21]

## Gebäude
Die Verwaltung residiert in der Hannoverschen Bristoler Straße 6, die als Baudenkmal ausgewiesene ehemalige Hindenburgvilla im Stadtteil Zoo, ehemals zeitweiliger Wohnsitz des Generalfeldmarschalls und Reichspräsidenten Paul von Hindenburg.
Das Gebäude kann „für Konzerte, Lesungen, Podiumsdiskussionen und andere hochkarätige Veranstaltungen zur Verfügung gestellt werden.“

## Förderanträge
Mit Hilfe von Spenden, Zustiftungen oder testamentarischen Zuwendungen kann die Stiftung auch individuelle Förderungswünsche auf Dauer erfüllen, die der einzelne Geldgeber frei bestimmen und auch mit seinem Namen in Verbindung bringen kann. Ansprechpartner ist der Rechtsanwalt und Notar Matthias Fontaine.